# Harrison Ludington

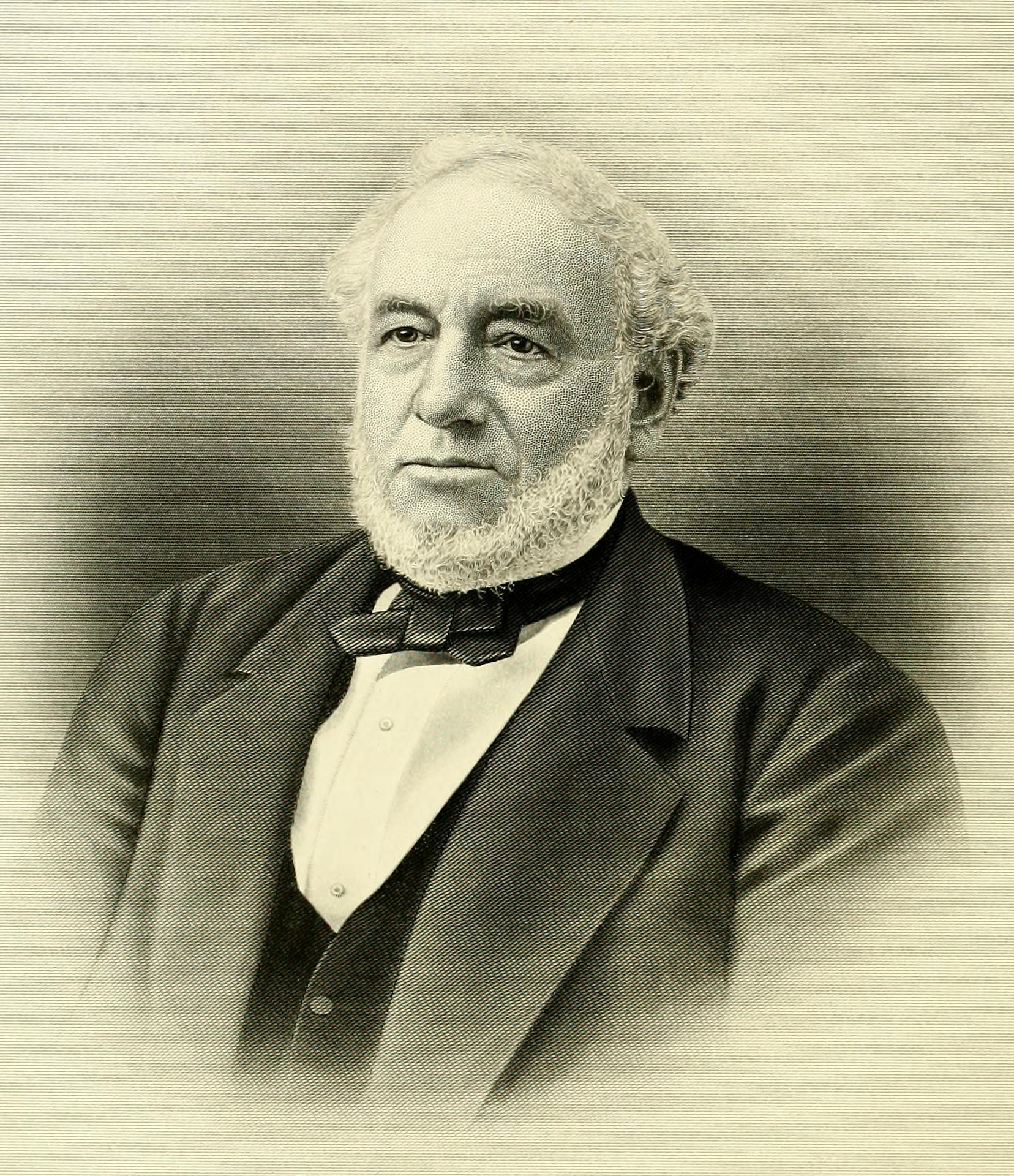
Harrison Ludington

Harrison Ludington (* 31. Juli 1812 in Kent, Putnam County, New York; † 17. Juni 1891 in Milwaukee, Wisconsin) war ein US-amerikanischer Politiker und von 1876 bis 1878 der 13. Gouverneur des Bundesstaates Wisconsin.

## Frühe Jahre und politischer Aufstieg
Im Alter von 24 Jahren kam Ludington nach Milwaukee. Dort betrieb er mit seinem Onkel ein Ladengeschäft. Einige Jahre später stieg Ludington in das Holzgewerbe ein. Seit seiner Ankunft war er an der Entwicklung von Milwaukee beteiligt. Er wurde zunächst für zwei Jahre in den Stadtrat und dann zum Bürgermeister dieser Stadt gewählt. Dieses Amt übte er zwischen 1871 und 1872 sowie nochmals von 1873 bis 1876 aus. Im Jahr 1875 wurde er als Kandidat der Republikanischen Partei zum neuen Gouverneur von Wisconsin gewählt, wobei er sich mit 50,07 Prozent der Stimmen sehr knapp gegen den demokratischen Amtsinhaber William R. Taylor durchsetzte.

## Gouverneur von Wisconsin
Ludington trat sein neues Amt am 3. Januar 1876 an. In seiner zweijährigen Amtszeit unterstützte er einseitig die Industrie und den Handel in seinem Staat. Er machte einige Reformen seiner Vorgänger wieder rückgängig und stieß dabei auch auf Widerstand in der eigenen Partei. Daher war für ihn eine Wiederwahl nicht möglich.
Nach dem Ablauf seiner Amtszeit widmete er sich wieder seinen privaten Interessen. Im Jahr 1881 versuchte er eine erfolglose Rückkehr in das Amt des Gouverneurs. Ein Jahr später scheiterte auch ein Versuch, nochmals zum Bürgermeister von Milwaukee gewählt zu werden. Harrison Ludington starb im Juni 1891 und wurde auf dem Forest Home Cemetery beigesetzt. Er war zweimal verheiratet und hatte insgesamt sechs Kinder.